# Ткачева болорија
Ткачева болорија (лат. Boloria dia) врста је лептира из породице шаренаца (лат. Nymphalidae).

## Опис
Доња страна задњег крила је љубичасте боје са добро израженим тамним окцима дуж ивице крила. Врх задњег крила је оштро одсечен. Обично се среће на ливадама у близини шума. Најчешћи представник овог рода, насељава читаву Европу. Задње крило ћошкасто. Одоздо препознатљива шара.
Гусенице по боји интегумента и израштајима наликују осталим сродницима, али су им сколуси (трнолики израштаји који носе сете) нешто облији и краћи. Врста презимљава у овом стадијуму, и то у каснијим ларвеним ступњевима. Када се не хране, одмарају се близу тла, а додатну заштиту пружа им дискретан образац на интегументу: смена мрких и беличастих поља.

## Биљке хранитељке
Биљке хранитељке су биљке из рода љубичица (Viola spp.).